# Elbe 17

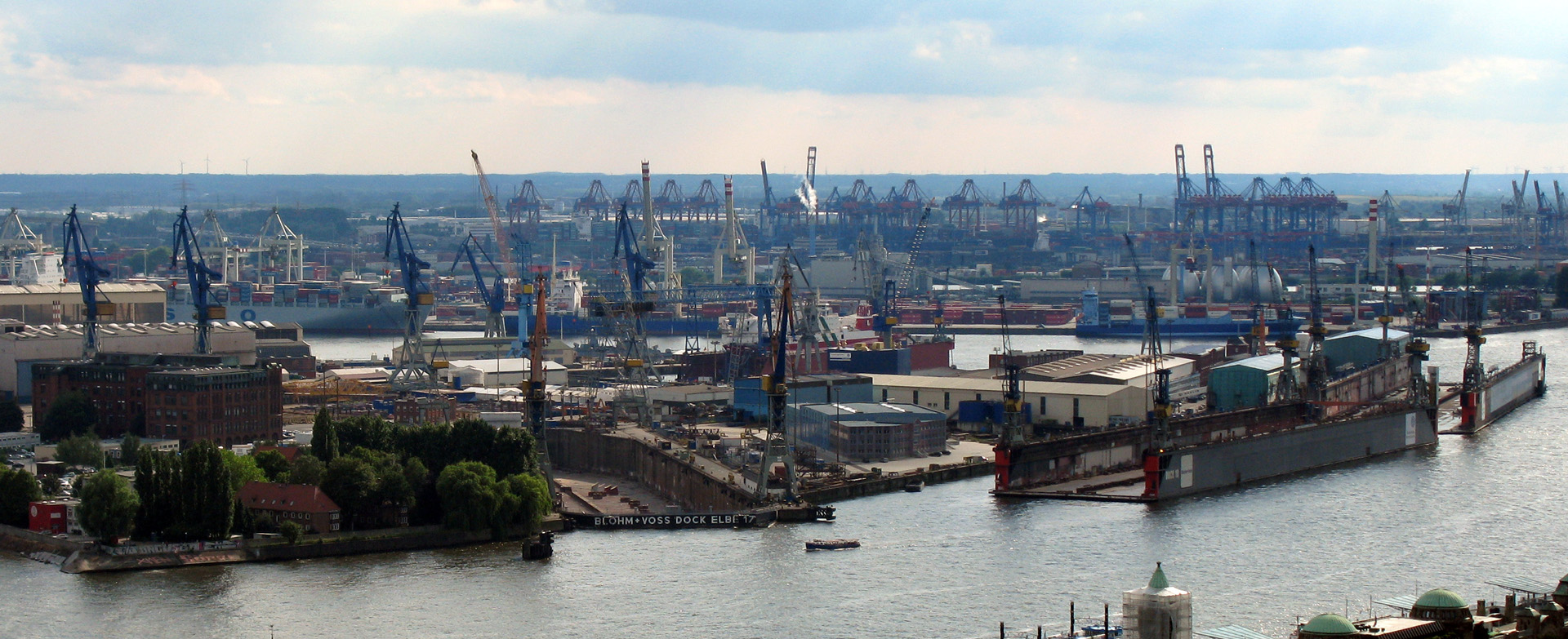
Elbe 17

Elbe 17 (Trockendock Elbe 17) är en av Europas största torrdockor.
Den ligger i Hamburgs hamn på Blohm + Voss varvsområde mittemot Landungsbrücken. Den används idag främst för reparationer av fartyg. Elbe 17 började byggas 1938 och stod klar 1942. Dockan återinvigdes efter reparationer 1959.